# Ucieczka skazańca
Ucieczka skazańca – francuski film fabularny z 1956 roku w reżyserii Roberta Bressona. Film nakręcono w Lyonie. 

## Fabuła
Film opowiada historię André Devigny'ego, skazanego na śmierć członka francuskiego ruchu oporu podczas II wojny światowej, który kilka godzin przed wykonaniem egzekucji uciekł z niemieckiego więzienia. 

## Obsada
- Charles Le Clainche - François Jost
- François Leterrier -  Porucznik Fontaine
- Maurice Beerblock - Blanchet
- Roland Monod - pastor
- Jacques Ertaud - Orsini
- Jean Paul Delhumeau - Hebrard

i inni

## Nagrody i nominacje
- BAFTA 1958 - nominacja w kategorii Najlepszy film z jakiegokolwiek źródła
- Cannes 1957:
  - wygrana w kategorii Najlepszy reżyser dla Roberta Bressona
  - nominacja w kategorii Udział w konkursie głównym dla Roberta Bressona